# Obszar ochrony ścisłej Nart (Kampinoski Park Narodowy)
Nart im. inż. Stanisława Richtera – obszar ochrony ścisłej położony w południowej części Kampinoskiego Parku Narodowego. Został utworzony w 1959 roku (a jako rezerwat w 1940), ma powierzchnię ok. 16,96 ha. Leży ok. 1 km na północny wschód od wsi Józefów i ok. 3 km od Granicy (w pobliżu leży natomiast opuszczona wieś Narty). Przez jego okolicę przebiega Południowy Szlak Krawędziowy (rezerwat znajduje się na 43 kilometrze jego trasy).
Obszar ochrony ścisłej obejmuje najstarszy (ponad 200-letni) zwarty drzewostan sosnowy na Niżu Polskim na zachód od Wisły. Wśród najcenniejszych drzew są dwa położone na skraju 300-letnie graby (chronione jako pomniki przyrody już w II RP), dęby szypułkowe w wieku nawet 250 lat oraz tzw. Sosna Królowej Bony. Teren ten już w 1940 roku objęli ochroną rezerwatową Niemcy staraniem patrona, leśnika inż. Stanisława Richtera (1891–1978). Był on od 1927 nadleśniczym Puszczy Kampinoskiej, a w okresie wojny działał w Armii Krajowej.